# Stagonolepis
Stagonolepis is een geslacht van uitgestorven reptielen die voorkwamen in het Laat-Trias.

## Kenmerken
Deze herbivore reptielen hadden een groot, langgerekt lichaam met een zwaar pantser. De dieren vertoonden veel gelijkenis met een krokodil, maar hadden een kleine kop met aan de voorzijde tandloze kaken. Achter in de bek stonden pinvormige tanden, die bedoeld waren voor het eten van taai plantenmateriaal.

## Leefwijze
Het voedsel bestond uit taaie planten, zoals paardenstaarten, varens en palmvarens. Het waren een trage grazers, die met hun varkensachtige, afgeplatte snuit in kreupelhout wroetten en planten ontwortelden.

## Vondsten
Fossielen van deze dieren werden gevonden in Schotland en Polen.